# Presidenti della Camera dei rappresentanti (Belgio)
Il presidente della Camera dei rappresentanti del Belgio (in olandese: Voorzitter van de Belgische Kamer van Volksvertegenwoordigers, in francese: Président de la Chambre des représentants de Belgique, in tedesco: Präsidenten der belgischen Abgeordnetenkammer) è il capo della camera bassa del Parlamento federale del Belgio, conduce le sedute parlamentari, dirige le procedure di votazione e sovrintende i comitati della camera. 
È scelto tra i parlamentari che hanno la più grande esperienza politica e per regola proviene dal partito o dalla coalizione che detiene la maggioranza.

## Elenco
| Presidente | Presidente | Presidente                                           | Partito           | Mandato           | Mandato           |
| Presidente | Presidente | Presidente                                           | Partito           | Inizio            | Fine              |
| ---------- | ---------- | ---------------------------------------------------- | ----------------- | ----------------- | ----------------- |
|            |            | Etienne Constantin de Gerlache (1785–1871)           | Partito Cattolico | 10 settembre 1831 | 18 luglio 1832    |
|            |            | Jean Raikem (1787–1875)                              | Partito Cattolico | 15 novembre 1832  | 24 maggio 1839    |
|            |            | Isidore Fallon (1780–1861)                           | Partito Cattolico | 15 novembre 1839  | 10 settembre 1842 |
|            |            | Jean Raikem (1787–1875)                              | Partito Cattolico | 9 novembre 1842   | 6 aprile 1843     |
|            |            | Charles Liedts (1802–1878)                           | Partito Liberale  | 17 novembre 1843  | 20 maggio 1848    |
|            |            | Pierre-Théodore Verhaegen (1796–1862)                | Partito Liberale  | 28 giugno 1848    | 3 aprile 1852     |
|            |            | Noël Joseph Auguste Delfosse (1801–1858)             | Partito Liberale  | 26 ottobre 1852   | 24 aprile 1855    |
|            |            | Josse Joseph de Lehaye (1800–1888)                   | Partito Liberale  | 25 aprile 1855    | 13 giugno 1857    |
|            |            | Pierre-Théodore Verhaegen (1796–1862)                | Partito LIberale  | 17 dicembre 1857  | 30 maggio 1859    |
|            |            | Auguste Englebert Pierre Orts (1814–1880)            | Partito Liberale  | 19 luglio 1859    | 18 luglio 1860    |
|            |            | Désiré Jean Léon Vervoort (1810–1886)                | Partito Liberale  | 23 novembre 1860  | 27 maggio 1863    |
|            |            | Ernest Louis de Gonzague Vandenpeereboom (1807–1875) | Partito Liberale  | 15 dicembre 1863  | 23 ottobre 1867   |
|            |            | Hubert Joseph Dolez (1808–1880)                      | Partito Liberale  | 23 ottobre 1867   | 20 maggio 1870    |
|            |            | Charles Vilain XIIII (1803–1878)                     | Partito Cattolico | 11 agosto 1870    | 26 luglio 1871    |
|            |            | Xavier Victor Thibaut (1817–1892)                    | Partito Cattolico | 15 novembre 1871  | 29 maggio 1878    |
|            |            | Charles Rogier (1800–1885)                           | Partito Liberale  | 1º agosto 1878    | 26 agosto 1878    |
|            |            | Jules Louis Guillery (1824–1902)                     | Partito Liberale  | 13 novembre 1878  | 10 marzo 1881     |
|            |            | Joseph Jules Descamps (1820–1892)                    | Partito Liberale  | 22 marzo 1881     | 17 maggio 1884    |
|            |            | Xavier Victor Thibaut (1817–1892)                    | Partito Cattolico | 23 luglio 1884    | 2 settembre 1884  |
|            |            | Théophile de Lantsheere (1833–1918)                  | Partio Cattolico  | 12 novembre 1884  | 25 novembre 1895  |
|            |            | Auguste Marie François Beernaert (1829–1912)         | Partito Cattolico | 30 gennaio 1895   | 7 maggio 1900     |
|            |            | Louis Marie Joseph de Sadeleer (1852–1924)           | Partito Cattolico | 18 luglio 1900    | 8 novembre 1901   |
|            |            | Frans Schollaert (1851–1917)                         | Partito Cattolico | 12 novembre 1901  | 9 gennaio 1908    |
|            |            | Gérard Cooreman (1852–1926)                          | Partito Cattolico | 16 gennaio 1908   | 8 agosto 1912     |
|            |            | Frans Schollaert (1851–1917)                         | Partito Cattolico | 12 novembre 1912  | 29 giugno 1917    |
|            |            | Prosper Poullet (1868–1937)                          | Partito Cattolico | 28 novembre 1918  | 13 ottobre 1919   |
|            |            | Emile Brunet (1863–1945)                             | BWP-POB           | 10 dicembre 1919  | 6 agosto 1928     |
|            |            | Emile Tibbaut (1862–1935)                            | Unione Cattolica  | 16 agosto 1928    | 5 settembre 1930  |
|            |            | Jules Poncelet (1869–1952)                           | Unione Cattolica  | 11 novembre 1930  | 13 aprile 1936    |
|            |            | Camille Huysmans (1871–1968)                         | BWP-POB           | 23 giugno 1936    | 6 marzo 1939      |
|            |            | Frans Van Cauwelaert (1880–1961)                     | CVP–PSC           | 21 aprile 1939    | 27 aprile 1954    |
|            |            | Camille Huysmans (1871–1968)                         | BSP-PSB           | 27 aprile 1954    | 11 novembre 1958  |
|            |            | Paul Kronacker (1897–1994)                           | Partito Liberale  | 11 novembre 1958  | 17 aprile 1961    |
|            |            | Achille Van Acker (1898–1975)                        | BSP-PSB           | 27 aprile 1961    | 10 marzo 1974     |
|            |            | André Dequae (1915–2006)                             | CVP               | 30 aprile 1974    | 7 giugno 1977     |
|            |            | Edmond Leburton (1915–1997)                          | PS                | 7 giugno 1977     | 3 aprile 1979     |
|            |            | Charles-Ferdinand Nothomb (1936)                     | PSC               | 3 aprile 1979     | 20 maggio 1980    |
|            |            | Jean Defraigne (1929–2016)                           | PRL               | 20 maggio 1980    | 24 ottobre 1980   |
|            |            | Joseph Michel (1925–2016)                            | PSC               | 24 ottobre 1980   | 18 dicembre 1981  |
|            |            | Jean Defraigne (1929–2016)                           | PRL               | 18 dicembre 1981  | 19 gennaio 1988   |
|            |            | Erik Vankeirsbilck (1935–2017)                       | CVP               | 19 gennaio 1988   | 10 maggio 1988    |
|            |            | Charles-Ferdinand Nothomb (1936)                     | PSC               | 10 maggio 1988    | 12 aprile 1995    |
|            |            | Jos Dupré (1928)                                     | CVP               | 8 giugno 1995     | 28 giugno 1995    |
|            |            | Raymond Langendries (1943)                           | PSC               | 28 giugno 1995    | 1º luglio 1999    |
|            |            | Herman De Croo (1937)                                | VLD               | 1º luglio 1999    | 12 luglio 2007    |
|            |            | Herman Van Rompuy (1947)                             | CD&V              | 12 luglio 2007    | 30 dicembre 2008  |
|            |            | Patrick Dewael (1955)                                | Open VLD          | 30 dicembre 2008  | 20 luglio 2010    |
|            |            | André Flahaut (1955)                                 | PS                | 20 luglio 2010    | 30 giugno 2014    |
|            |            | Patrick Dewael (1955)                                | Open VLD          | 30 giugno 2014    | 14 ottobre 2014   |
|            |            | Siegfried Bracke (1953)                              | N-VA              | 14 ottobre 2014   | 26 maggio 2019    |
|            |            | Patrick Dewael (1955)                                | Open VLD          | 27 giugno 2019    | 13 ottobre 2020   |
|            |            | Éliane Tillieux (1966)                               | PS                | 13 ottobre 2020   | 10 luglio 2024    |
|            |            | Peter De Roover (1962)                               | N-VA              | 10 luglio 2024    | in carica         |